# Agnorisma bollii
Agnorisma bollii är en fjärilsart som beskrevs av Augustus Radcliffe Grote 1883. Agnorisma bollii ingår i släktet Agnorisma och familjen nattflyn. Inga underarter finns listade i Catalogue of Life.